# Tina Kodrič
Tina Kodrič (* 1991) ist eine slowenische Badmintonspielerin. 

## Karriere
Tina Kodrič wurde 2008 erstmals slowenische Meisterin, 2011 war sie im Damendoppel mit Urška Polc erfolgreich. 2012 verteidigten beide diesen Titel im Doppel. Bei den Slovenia International wurde sie 2009 Dritte, 2010 Fünfte.

## Sportliche Erfolge
| Saison | Veranstaltung                    | Disziplin   | Platz | Name                        |
| ------ | -------------------------------- | ----------- | ----- | --------------------------- |
| 2008   | Slowenien: Einzelmeisterschaften | Dameneinzel | 1     | Tina Kodrič                 |
| 2009   | Slovenia International           | Damendoppel | 3     | Tina Kodrič / Urška Polc    |
| 2010   | Slovenia International           | Damendoppel | 5     | Sabina Magyar / Tina Kodrič |
| 2011   | Slowenien: Einzelmeisterschaften | Damendoppel | 1     | Tina Kodrič / Urška Polc    |
| 2011   | Slowenien: Einzelmeisterschaften | Mixed       | 1     | Luka Petrič / Tina Kodrič   |
| 2012   | Slowenien: Einzelmeisterschaften | Damendoppel | 1     | Tina Kodrič / Urška Polc    |
| 2012   | Slowenien: Einzelmeisterschaften | Mixed       | 1     | Luka Petrič / Tina Kodrič   |
| 2013   | Slowenien: Einzelmeisterschaften | Mixed       | 1     | Luka Petrič / Tina Kodrič   |
| 2014   | Slowenien: Einzelmeisterschaften | Mixed       | 1     | Luka Petrič / Tina Kodrič   |
| 2015   | Slowenien: Einzelmeisterschaften | Mixed       | 1     | Luka Petrič / Tina Kodrič   |
| 2016   | Slowenien: Einzelmeisterschaften | Dameneinzel | 1     | Tina Kodrič                 |
| 2016   | Slowenien: Einzelmeisterschaften | Mixed       | 1     | Luka Petrič / Tina Kodrič   |